# Cylisticus mitis
Cylisticus mitis is een pissebed uit de familie Cylisticidae. De wetenschappelijke naam van de soort is voor het eerst geldig gepubliceerd in 1885 door Gustav Budde-Lund.